# جود بوید
جود بوید (انگلیسی: Jude Boyd؛ زادهٔ ۱۷ ژانویهٔ ۲۰۰۲) بازیکن فوتبال اهل بریتانیا است.
از باشگاه‌هایی که در آن بازی کرده‌است می‌توان به باشگاه فوتبال پلیموث آرگیل اشاره کرد.